# Liste der Monuments historiques in Guingamp
Die Liste der Monuments historiques in Guingamp führt die Monuments historiques in der französischen Gemeinde Guingamp auf.

## Liste der Bauwerke
| Bezeichnung                        | Beschreibung | Standort                            | Kennzeichnung | Schutzstatus | Datum | Bild           |
| ---------------------------------- | ------------ | ----------------------------------- | ------------- | ------------ | ----- | -------------- |
| Abtei Sainte-Croix                 |              | 36, rue de l’Abbaye (Lage)          | PA00089175    | Inscrit      | 1926  | weitere Bilder |
| Ehemaliges Gefängnis               |              | 4, rue Auguste-Pavie (Lage)         | PA00125338    | Classé       | 1997  | weitere Bilder |
| Fontaine de la Plomée              |              | Place du Centre (Lage)              | PA00089180    | Classé       | 1902  | weitere Bilder |
| Haus                               |              | 31, place du Centre (Lage)          | PA00089182    | Classé       | 1923  | weitere Bilder |
| Haus                               |              | 42, place du Centre (Lage)          | PA00089183    | Inscriz      | 1926  | weitere Bilder |
| Haus                               |              | 48, place du Centre (Lage)          | PA00089184    | Classé       | 1943  | weitere Bilder |
| Haus                               |              | 50, place du Centre (Lage)          | PA00089185    | Inscrit      | 1967  | weitere Bilder |
| Hôtel de Ville                     |              | 1, place du Champ-au-Roy (Lage)     | PA00089181    | Classé       | 1913  | weitere Bilder |
| Basilika Notre-Dame de Bon-Secours |              | 10 bis 24, rue Notre Dame (Lage)    | PA00089179    | Classé       | 1914  | weitere Bilder |
| Haus                               |              | 21, rue Notre-Dame (Lage)           | PA00089188    | Inscrit      | 1926  |                |
| Haus                               |              | 6, rue Notre-Dame (Lage)            | PA00089187    | Inscrit      | 1926  | weitere Bilder |
| Haus                               |              | Rue Notre-Dame (Lage)               | PA00089186    | Inscrit      | 1926  | weitere Bilder |
| Manoir de Roudourou                | Herrenhaus   | Avenue du Manoir (Lage)             | PA00089493    | Inscrit      | 1964  |                |
| Château des Salles                 | Schloss      | 33, rue des Salles (Lage)           | PA00089177    | Inscrit      | 1964  | weitere Bilder |
| Ursulinenkloster                   |              | 9, 11, 13, rue de la Trinité (Lage) | PA00089178    | Inscrit      | 1925  | weitere Bilder |
| Reste des Schlosses                |              | 2, place du château (Lage)          | PA00089176    | Inscrit      | 1926  | weitere Bilder |
| Stadtbefestigung                   |              | (Lage)                              | PA00089189    | Inscrit      | 1943  | weitere Bilder |

## Liste der Objekte

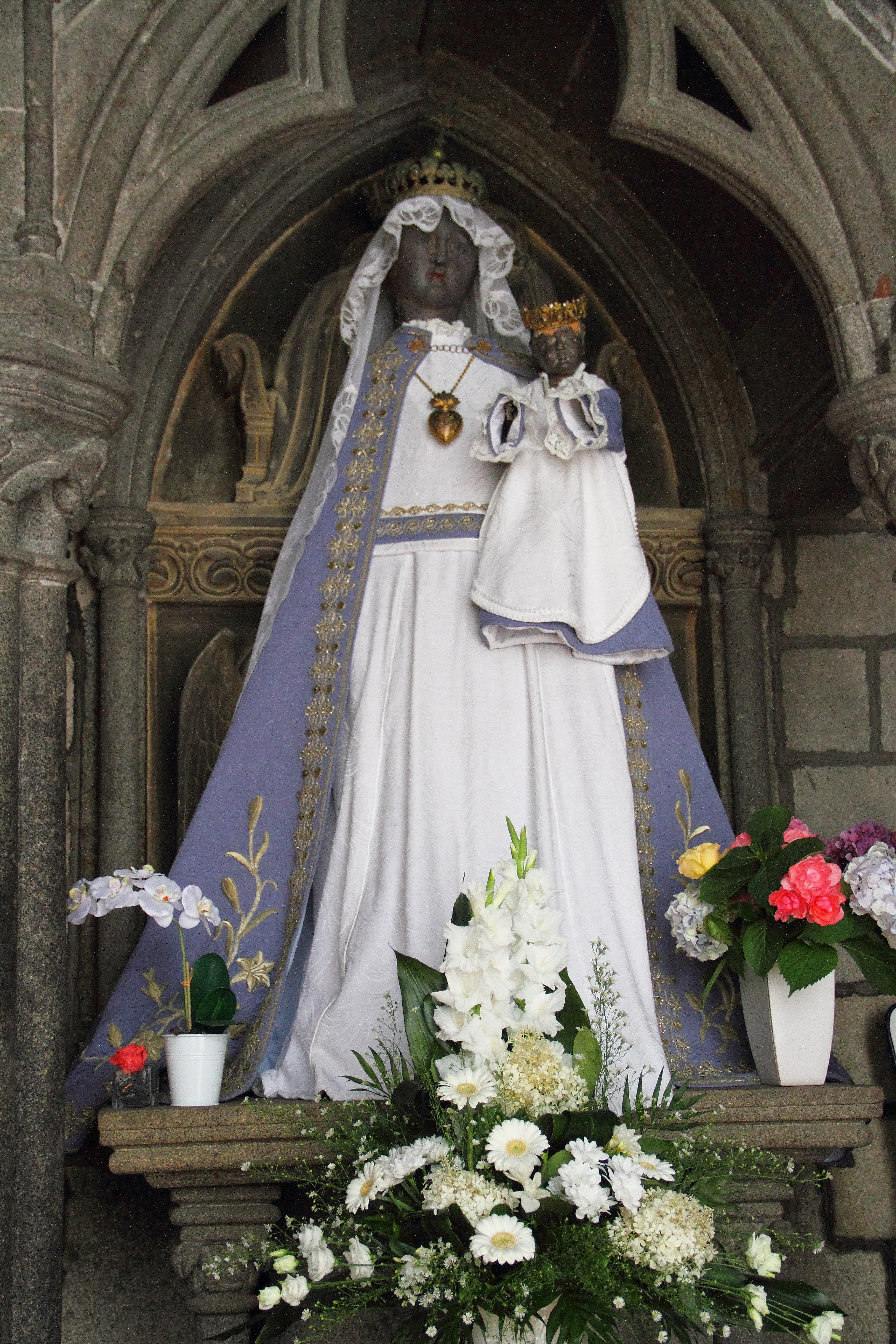
Madonna mit Kind in der Basilika Notre-Dame de Bon-Secours

- Monuments historiques (Objekte) in Guingamp in der Base Palissy des französischen Kultusministeriums